# UBI Banca
Ubi Banca (Unione Banche Italiane) était une banque italienne née le 1er avril 2007 de la fusion entre la Banche Popolari Unite (BPU Banca) et la Banca Lombarda e Piemontese. Son siège social est situé à Bergame, en Lombardie.

## Histoire
En janvier 2017, UBI Banca annonce l'acquisition pour 1 euro symbolique de Banca Marche, Banca Etruria et CariChieti, contre une recapitalisation de 400 millions d'euros financé par le fonds Atlante. Ces banques avaient déjà été l'objet d'une très lourde restructuration et une recapitalisation, fin 2015, menée par le fonds italien de garantie des dépôts, propriété de la Banque d'Italie.
En février 2020, Intesa Sanpaolo annonce l'acquisition de UBI Banca pour 4,9 milliards d'euros. L'accord prévoit la vente de 400 à 500 agences d'UBI Banca à BPER Banca, pour des questions de concurrence.